# 메디안디노스틱
주식회사 메디안디노스틱(영어: Median Diagnostics)은 대한민국의 동물 질병 진단용 체외진단키트 기업이다.